# Paul Schorno
Paul Schorno (* 8. April 1930 in Seewen; † 4. November 2019) war ein Schweizer Theaterkritiker und Buchautor.

## Leben
Er besuchte das Lehrerseminar, erwarb das Primarlehrerpatent, war Heimerzieher, Organist, Bibliothekar und betätigte sich als Musik-, Literatur- und Theaterkritiker beim Basler Volksblatt, der Basellandschaftlichen Zeitung und anderen Publikationen. Ab 1959 war er Sekundarlehrer in Basel und war Mitverfasser eines vierbändigen Schullesebuchs für die Mittelstufe.  Er verfasste auch Schulfunk- und Radiosendungen. Schorno war  Präsident der Literaturfreunde Basel und Mitglied im Janus/GS-Verlag Basel sowie in der internationalen Schriftstellervereinigung PEN. Während der Basler Erzählwoche 2006 bestritt er in der Stadtbibliothek eine Veranstaltung unter dem Motto „Ein Abend mit Paul Schorno“. In seinen letzten Lebensjahren erschienen noch zwei Bücher von ihm.

## Preise
1967 erhielt er den Förderungspreis der Stadt Basel.

## Werke (Auswahl)
- Herausgeber von Spielküche, Verlag Lenos, Basel, 1990
- Herausgeber von Theaterwerkstatt für Kinder, Verlag Lenos, Basel, 1978
- Mitautor von Carl Zuckmayer. Das Bühnenwerk im Spiegel der Kritik, Verlag Fischer, Ffm, 1977
- Mitautor von Theaterkultur in der Schweiz, Verlag Theaterkultur, Zürich, 1977
- Mitautor von Brecht in der Kritik, Verlag Kindler, München, 1979
- Autor von Beim Wort genommen, IL Verlag, Basel, 2015
- Autor von Im Schatten der Heiterkeit, IL Verlag, Basel, 2016